# OpenALPR
OpenALPR es una biblioteca de reconocimiento automático de matrículas escrita en el lenguaje de programación C++. El software se distribuye en dos versiones: una de código abierto y otra comercial.

## Historia
OpenALPR fue desarrollado originalmente por un equipo de dos personas liderado por Matt Hill. El software se editó con licencia de código abierto a finales de 2015.
En marzo de 2016, OpenALPR lanzó el servicio de pago API Cloud y en febrero de 2017 presentó el agente OpenALPR para cámaras de Axis Communications.
En agosto de 2017 el desarrollador de páginas web australiano Tait Brown se hizo popular por crear una alternativa a un proyecto de 86 millones AUD de la policía del estado de Victoria utilizando OpenALPR.
En marzo de 2018 ProgrammableWeb añadió OpenALPR a su lista de APIs de reconocimiento.

## Software
OpenALPR es una biblioteca de reconocimiento automático de placas de matrícula escrita en C++.
El software está distribuido en dos versiones: un servicio comercial de internet y una versión de código abierto.
OpenALPR hace uso de las bibliotecas OpenCV y Tesseract OCR. 
Puede ser ejecutado como comando de consola, como biblioteca, o como proceso en segundo plano. 
El software también se integra con sistemas de administración de vídeo (VMS) como Milestone XProtect.
Hasta febrero de 2019, el software obtuvo más de 8171 estrellas en GitHub.